# Ern Baxter
William John Ernest (Ern) Baxter (* 22. Juni 1914 in Saskatoon, Saskatchewan, Kanada; † 9. Juli 1993 in San Diego, Kalifornien, USA) war ein kanadischer Geistlicher der Pfingstbewegung, der in Kanada, in den USA und in Großbritannien tätig war und Einfluss auf Bewegungen wie Healing Revival, Latter Rain Movement, Charismatic Renewal und Apostolic Church Movement hatte.

## Leben
Baxter wurde in Saskatoon in der kanadischen Provinz Saskatchewan geboren. Er wuchs in einer Familie auf, die zu einer presbyterianischen Gemeinde gehörte. Als seine Eltern sich der Pfingstbewegung anschlossen, weigerte sich Baxter zunächst den neuen Glaubensstil seiner Eltern zu akzeptieren. Erst nach einer schweren Lungenentzündung, einer Heilung und einer Lebensübergabe an Jesus Christus, schloss er sich dann 1932 nach der Taufe im Heiligen Geist und Erfahrungen mit der Zungenrede während der Trossachs-Konferenz auch der Pfingstbewegung an. Im Sommer des gleichen Jahres diente er als Pianist für den Evangelist N. V. Brown und spürte in dieser Zeit eine Berufung zum Prediger.
Nach einer Anstellung bei der Pentecostal Assemblies of Canada, ohne eine theologische Ausbildung zu haben, wurde Baxter Pastor des Evangelistic Temple, einer kleinen unabhängigen Baptistenkirche in Vancouver, die unter seiner Leitung zur größten Gemeinde der Stadt wurde. 1947 lernte er William Marrion Branham in der Zion Church in Winnipeg persönlich kennen, der dort über Dämonen und Gottes Heilkraft sprach. Von 1947 bis 1954 arbeitete Baxter mit diesem Evangelisten und Heilungsprediger zusammen, dessen Kampagnen in Kanada er organisierte, und dessen Voice of Healing Magazine er herausgab, ehe er sich aufgrund ethischer Fragen und theologischer Differenzen von ihm trennte. Nach einer Erholungspause leitete er die Open Bible Chapel, die auf einige Hundert Mitglieder anwuchs.
Baxter wandte sich in den 1960er Jahren der zu dieser Zeit noch im Aufbau befindlichen charismatischen Bewegung zu und schloss Freundschaft mit Dennis J. Bennett, dem damaligen Pfarrer der St. Luke’s Episcopal Church in Seattle. Im Juni 1974 lernte er während einer Konferenz mit 1700 Personen in Montreat, North Carolina, den Leiter der Christian Growth Ministries, Bob Mumford, kennen und zog Anfang 1975 nach Fort Lauderdale, um bis 1984 in dieser Organisation des sogenannten Shepherding Movement  als Direktor zu arbeiten. An der bedeutsamen Kansas City Shepherds-Konferenz 1975 hörten ihm gegen 5.000 Kirchenleiter zu, als er über das Reich Gottes sprach.
Baxter hatte auch wesentlichen Einfluss auf die britische Kirchenerneuerung in den Siebzigerjahren (englisch: British Restoration movement). So war er Hauptredner 1975 an der Lakes Bible Week zum Thema Der König und seine Armee (The King and His Army), 1976 an der Capel Bible Week zum Thema Bund (Covenant) und im gleichen Jahr an der Dales Bible Week zum Thema Wo gehen wir hin? (Where Are We Going?) und 1977 nochmals an der Dales Bible Week zum Thema Gottes Regierung (The Government of God).
1980 zog Baxter nach Mobile in Alabama und 1984 nach San Diego. Als 1986 das Sheperding Movement wegen Differenzen auseinanderbrach, führte er seinen Dienst als Prediger bis zu seinem Tod 1993 weiter.
Im Jahr 2000 bis Anfang 2015 führten die Charles Simpson Ministries in Mobile die Ern Baxter Memorial Library, eine Bibliothek mit etwa 10000 Bücher und Zeitschriften, die aus dem Nachlass von Baxter stammten. Im Februar 2015 ging diese Bibliothek an die King’s University in Southlake in Texas über.

## Familie
Baxter heiratete seine erste Frau namens Margaret, die 1961 starb. Im Februar 1964 heiratete er Ruth.

## Schriften (Auswahl)
- The measure of faith, 1951.
- The conduct of faith, 1951.
- Life on Wings, 1976.
- Thy Kingdom Come, 1977.
- Mit Carter, Grant, Rushdoony und Sutton: Secular Humanism: Man Striving to be God, 1980.
- "I almost died!": This book can save your life, 1983.
- The chief Shepherd and His sheep, 1987.
- The King, the Kingdom and the Holy Spirit, 1995.
- God’s Agenda, 1995.
- Mit Bruno Zimmerli: The King And His Army, 2012.